# Южноаравийский фронт Первой мировой войны
Южноаравийский фронт Первой мировой войны — серия боёв между британскими и турецкими войсками в период с ноября 1914 по июль 1916 годов в ходе Первой мировой войны за контроль над британской колонией Аден, важным пунктом для кораблей на их пути из Азии в Суэцкий канал. 

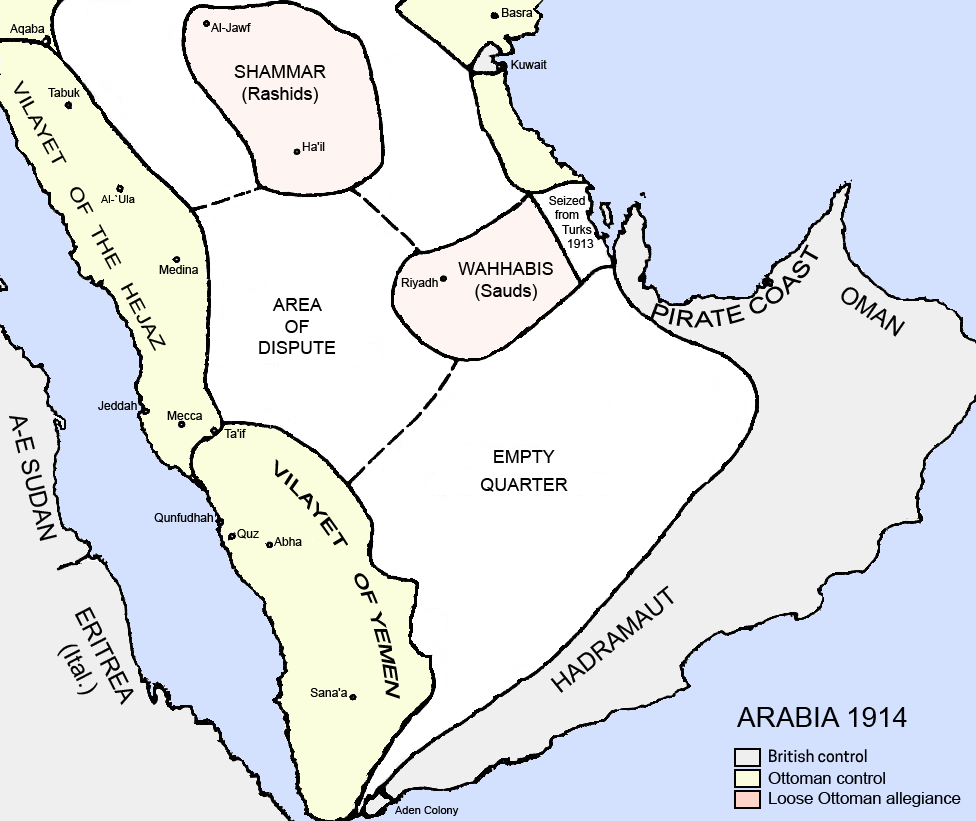
Аравийский полуостров в 1914 г.

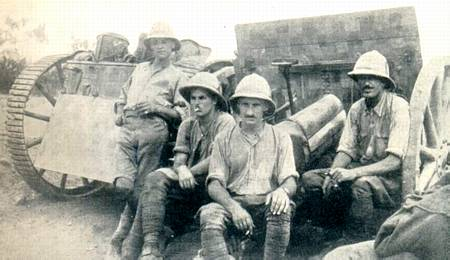
Британские артиллеристы в Шейх-Османе. 1915 г.

Британская империя объявила войну Османской империи 5 ноября 1914 года, на что турки ответили своей декларацией об объявлении войны 11 ноября. С самого начала, турки планировали вторжение в британский протекторат Аден в союзе с местными арабскими племенами. Турки собрались определённые силы на Шейх-Саиде, полуострове, который выступает в Красное море к острову Перим. В ноябре 1914 года силы Османской империи из Йемена начали наступление на Аден и добились некоторых успехов.
В начале войны англичане располагали только одной силой, дислоцированной в Аденском протекторате, — Аденской бригадой, которая входила в состав Британской индийской армии.
29-я индийская бригада, прибывшая из Индии для участия в обороне Суэцкого канала от наступления Османской империи, получила приказ занять полуостров Шейх-Саид и выбить оттуда османские войска, угрожавшие протекторату Аден. Индо-британские войска высадились 10 ноября 1914 года. Османскому гарнизону пришлось эвакуировать форт, бросив артиллерию. Затем индо-британская бригада вернулась в Суэц, а форт остался незанятым. 30 апреля 1915 года эмир Асира подписал договор о дружбе с англичанами. Однако в мае 1915 года османы вновь обосновались в Шейх-Саиде и попытались высадиться на острове Перим, но безуспешно.
В июле 1915 года османские войска численностью в несколько тысяч человек с 20 пушками пересекли границу протектората и двинулись на Лахдж, небольшой султанат, находившийся в союзе с британцами под властью династии аль-Абдали. Генерал Д.С.Л. Шоу, командующий Аденской бригадой, отправил колонну верблюдов для поддержки небольшой армии княжества. Продвижение британцев было задержано из-за трудностей с поставками воды. Они оказались окружены османским корпусом, превосходящим по артиллерии и усиленным несколькими бедуинскими племенами. Султан Лахеджа был убит, и 5 июля британцы были вынуждены отступить.
После победы при Лахедже османы двинулись к Шейх-Осману, деревне в нескольких километрах от Адена. Британцы получили подкрепление из Индии, и генерал Джордж Джон Янгхасбенд принял командование Аденской бригадой. 20 июля 1915 года британцы неожиданно атаковали и вынудили османов отступить, оставив несколько сотен пленных, в основном из арабских племён.
В сентябре 1915 года Аденская бригада захватила у османов небольшой форт Вахт на дороге из Адена в Лахедж. В январе 1916 года британская колонна одержала еще одну небольшую победу над османами в Субаре близ Саны.
С июля 1916 года османам в тылу угрожало арабское восстание в Хиджазе, подстрекаемое англичанами. Это фактически положило конец операциям в Йемене, поскольку индо-британские войска отошли на оборонительный периметр вокруг Адена. Однако порт оставался военно-морской базой и отправлял гидросамолет HMS Ben-my-Chree для поддержки арабских повстанцев. 
Мудросское перемирие, заключенное 30 октября 1918 года между османским султаном и британцами, положило конец военным действиям. Османы заключили соглашение с эмиром Асира и передали ему часть своего оружия. Несколько недель спустя османские войска генерала Али Саида-паши, базировавшиеся в районе Таиза, были эвакуированы морем через Аден одновременно с победоносными индо-британскими войсками.
По Севрскому договору, подписанному 10 августа 1920 года, Королевство Йемен стало независимым, а Аденский протекторат остался под контролем Великобритании.